# Збиття T-39 1964 року
28 січня 1964 року обезбройний літак Т-39 Sabreliner ВПС Сполучених Штатів (USAF) був збитий під час виконання навчальної місії над Ерфуртом, Східна Німеччина, реактивним винищувачем МіГ-19 радянських ВПС . На борту літака перебували підполковник Джеральд К. Ханнафорд, капітан Дональд Грант Міллард і капітан Джон Ф. Лоррейн. Усі троє загинули, ставши прямими жертвами холодної війни в Європі.

## Фон
Холодна війна розгорнулася між радянським блоком і Сполученими Штатами, Канадою та західноєвропейськими державами . Напруженість була найвищою між Сполученими Штатами та Радянським Союзом у регіонах, що межували із залізною завісою, зокрема у Західній Німеччині та Східній Німеччині, і відносини між двома наддержавами характеризувалися ворожим ставленням, шпигунством та численними інцидентами, що призвели до втрат людей та обладнання . Одним із найвідоміших з них є інцидент з U-2 1960 року, коли радянські війська збили розвідувальний літак Lockheed U-2, пілотований Френсісом Гері Пауерсом, над Радянським Союзом у травні 1960 року.

## Подія
28 січня 1964 року неозброєний північноамериканський двомоторний реактивний літак ВПС США T-39A Sabreliner, 62-4448 крила 7101-ї авіабази, вилетів з авіабази Вісбаден, Західна Німеччина, о 14:10 звичайний тригодинний тренувальний політ. На борту тренера було троє чоловіків: капітан Джон Ф. Лоррейн і студенти, підполковник Джеральд К. Ханнафорд і капітан Дональд Г. Міллард. Лотарингія була кваліфікованим інструктором, тоді як Ханнафорд і Міллард, обидва пілоти з досвідом на інших типах, проходили підготовку, щоб отримати кваліфікацію на Т-39.
Політ проходив без ускладнень, поки через 47 хвилин після зльоту радар на двох станціях протиповітряної оборони США не помітив, що тренажер прямує до Східної Німеччини зі швидкістю 500 миль за годину (800 км/год) . Сподіваючись повернути Т-39 назад на курс, кожна станція почала вітати літак на частотах ВПС США та міжнародній смузі лиха, що контролювалася Радянським Союзом. Неодноразові дзвінки на Т-39 залишилися без відповіді. Виявилося, що радіосистеми Т-39 вийшли з ладу, і екіпаж не зміг відреагувати.
Інцидент, описаний вами, є частиною періоду напружених відносин між Східною Німеччиною та Сполученими Штатами, коли американські літаки, зокрема реактивні літаки типу Т-39, здійснювали польоти поблизу кордону. У 1960-х і 1970-х роках, зокрема після побудови Берлінської стіни, такі події стали поширеними, оскільки Східна Німеччина та інші країни Варшавського договору намагалися обмежити доступ західних країн до своїх територій, а також проводили моніторинг і перехоплення західних літаків. У згаданому вами випадку, ймовірно, мова йде про інцидент, пов'язаний з перехопленням американського літака на території Східної Німеччини. Це також може бути частиною ширшої картину холодної війни, коли подібні інциденти були способом демонстрації військової потужності та політичного тиску. Розповідь про звуки кулеметних і гарматних черг, а також свідчення місцевих мешканців, свідчать про те, що ситуація була напруженою, і ймовірно, що літак був збитий, хоча точні деталі можуть залишатися нез'ясованими через обмеження в інформації того часу.
О 17:00 28 січня Військова місія зв'язку США (USMLM) у Берліні отримала попередження про готовність для можливого пошуку та порятунку американських авіаторів. До 18:00 пошукова група вирушила з Берліна до району Ерфурта у Східній Німеччині. О 19:15 начальник USMLM зустрівся зі своїм радянським колегою, щоб попросити допомогти знайти літак і врятувати тих, хто вижив (відповідно до угоди Хюбнера-Малініна).
Цей інцидент є прикладом напружених ситуацій, що виникали під час холодної війни, коли міжнародні пошукові операції часто стикаються з політичними та військовими перешкодами. В даному випадку, хоча американські команди були поінформовані про катастрофу, радянські та східнонімецькі сили перешкоджали їм у проведенні розслідування та доступі до місця аварії. Це може бути пов'язано з політичною обстановкою того часу, коли будь-яка подія на території Східної Німеччини, що стосувалася іноземних держав, ретельно контролювалася і маніпулювалася з боку місцевих урядів і військових. Те, що американські пошукові групи були затримані і відправлені назад, також підкреслює суворі обмеження, які були накладені на вільний доступ до територій Східної Німеччини та інші частини східного блоку. Взаємні недовіри між суперниками того часу ускладнювали будь-яку співпрацю, навіть у таких простих справах, як допомога при авіакатастрофах.

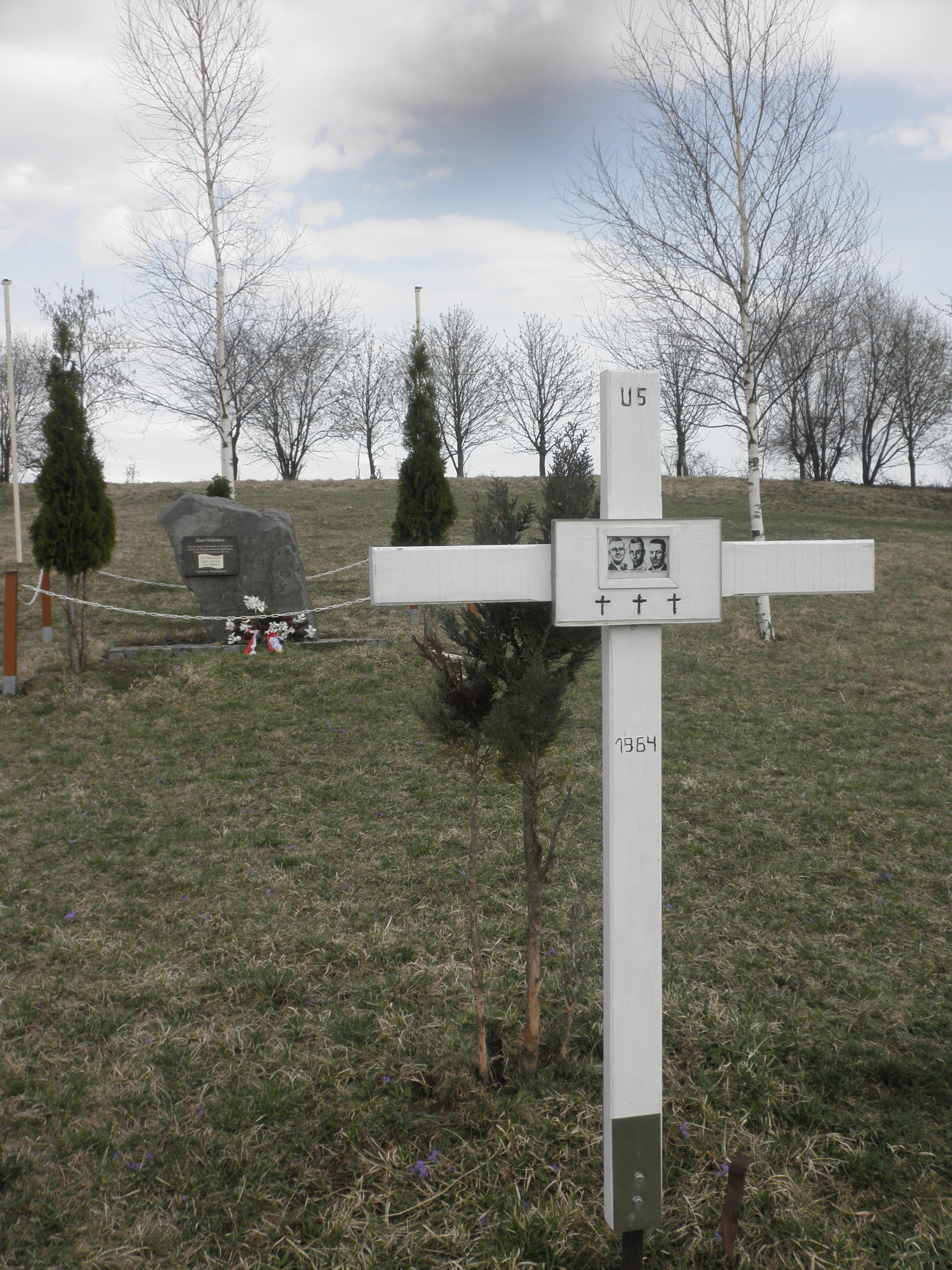
Меморіал трьом екіпажам, біля Фогельсберга (Тюрінгія)

## Наслідки
29 січня Державний департамент Сполучених Штатів висунув звинувачення в тому, що Радянський Союз збив неозброєний літак і спричинив безпідставну смерть трьох офіцерів. Держсекретар Дін Раск назвав цю акцію «шокуючим і безглуздим актом». Через радянське агентство преси ТАСС Москва заявила, що літак вторгся над територією Східної Німеччини і не зреагував на сигнали, а потім на попереджувальний постріл. Радянська влада заявила, що була змушена вжити заходів, які збили американський літак.
30 січня Радянський Союз погодився дозволити американському персоналу доступ до місця катастрофи. Це сталося наступного дня, а пізніше тіла всіх трьох військовослужбовців були повернуті до Сполучених Штатів через базу ВПС Ендрюс у Меріленді. Генерал Кертіс Е. Лемей зустрів літак і взяв участь у церемонії вшанування. Уламки літака також були знайдені та доставлені до Берліна, прибувши туди 1 лютого 1964 року.

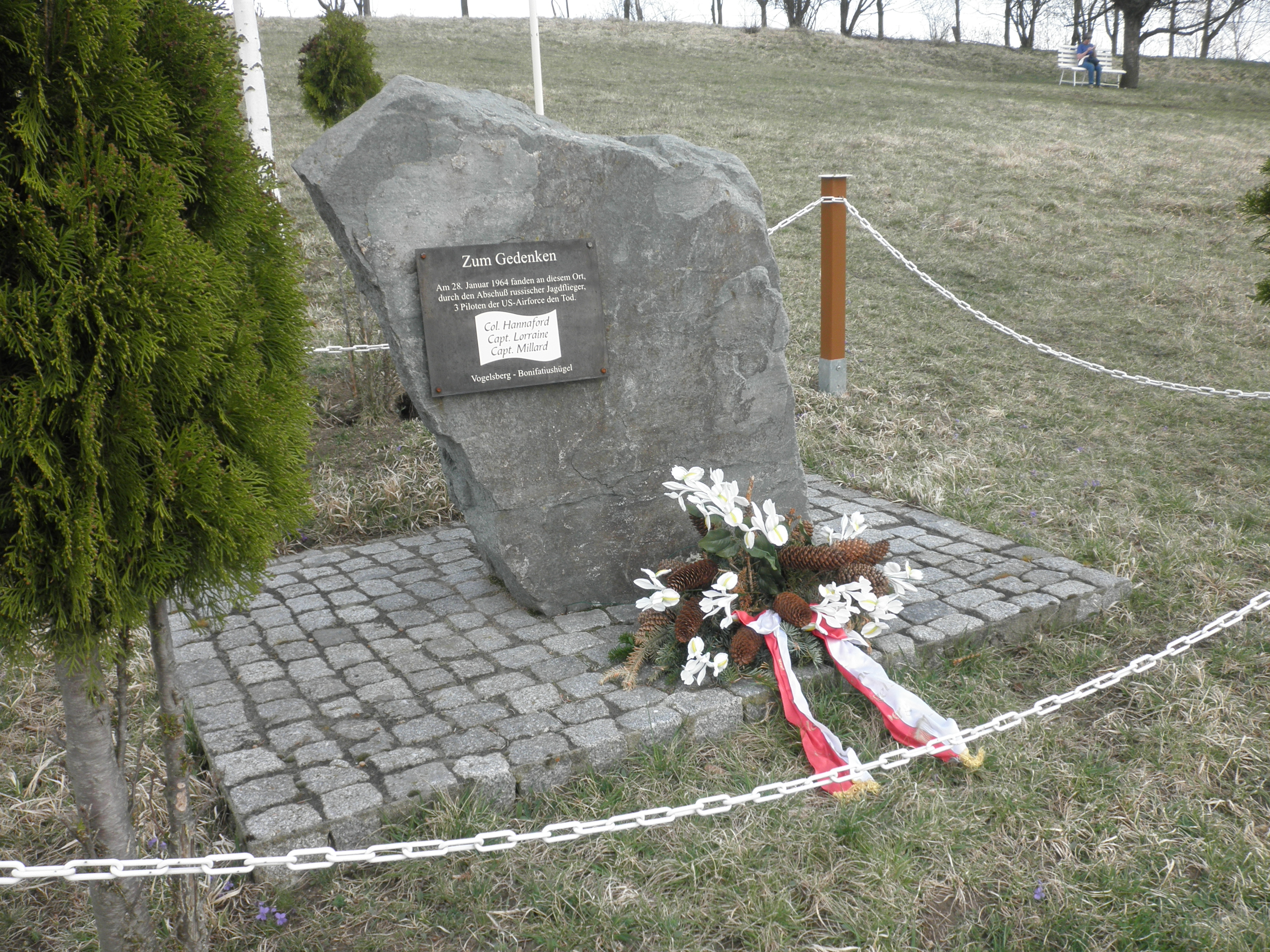
Меморіал на місці катастрофи біля Фогельсберга

## Меморіал
Мешканці сусіднього міста Фогельсберг у Тюрінгії встановили меморіал трьом збитим пілотам у 1998 році, коли " залізну завісу " було піднято.